# Simi (Weingut)
Simi ist ein Weingut in Kalifornien.

## Geschichte
Das Weingut wurde 1876 in San Francisco von den Brüdern Giuseppe und Pietro Simi gegründet, die während des kalifornischen Goldrauschs aus Italien ausgewandert waren. 1881 zog das Unternehmen nach Healdsburg um, und kaufte für 2250 Dollar in Goldmünzen ein Weingut in der Front Street.
Ab 1904 wurde das Weingut von Giuseppes Tochter Isabel bewirtschaftet.  Nach der Heirat mit einem örtlichen Bankier setzte Isabel Simi die Weinproduktion auch während der Prohibition von 1920 bis 1933 fort und lagerte die Weine im Keller. Um als eines der wenigen Kalifornischen Weingüter die Prohibition zu überstehen, musste Simi die meisten seiner Weinberge verkaufen. Dadurch war Simi eines der wenigen Unternehmen, die bei Ende der Prohibition Wein für den Verkauf zur Verfügung hatten.  Seinen ersten Verkostungs- und Verkaufsraum öffnete Simi 1934.
1970 verkaufte Isabel Simi das Weingut an den Weinbauern Russell Green, blieb aber weiter im Unternehmen.
1973 stieß Maryann Graf zu Simi, die erste Frau mit einem Önologie-Abschluss einer amerikanischen Universität.
1979 übernahm Zelma Long die Leitung im Weinkeller, eine der prominentesten kalifornischen Winzerinnen. Sie modernisierte das Weingut und brachte es zu internationaler Bekanntheit.
1981 wurde das Weingut an Moët-Hennessy verkauft und später in den französischen Luxus-Konzern LVMH integriert.  Ab 1982 begann das Weingut die ehemals eigenen Weinberge zurückzukaufen.
Zelma Long, die auch nach dem Verkauf an Hennessy im Unternehmen blieb, wurde später Vorsitzende und Geschäftsführer.
LVMH verkaufte das Weingut 1999 für etwa 50 Millionen Dollar an Canandaigua Brands, eine Tochtergesellschaft von Constellation Brands.
Es firmiert heute unter dem Dach der Icon Estates, der Luxuswein-Tochter von Constellation.

## Produktion
Simi besitzt 240 ha Weinberge im Alexander Valley, die mit Bordeaux-Rebsorten bepflanzt sind, und den 50 ha großen Goldfields-Weinberg im Russian River Valley, der mit Chardonnay-Klonen bepflanzt ist.